# Leucauge pusilla
Leucauge pusilla là một loài nhện trong họ Tetragnathidae.
Loài này thuộc chi Leucauge. Leucauge pusilla được miêu tả năm 1878 bởi Thorell.